# Canon EF-S 10-22 мм
Canon EF-S 10—22 мм f/3,5—4,5 USM — ультра-широкоугольный зум-объектив для цифровых фотокамер Canon EOS с байонетом Canon EF-S, предназначенный для цифровых зеркальных фотокамер с кроп-фактором 1,6. Объектив имеет эквивалентное фокусное расстояние 16—35 мм и диафрагму 3,5—4,5.

### Спецификации
- EF-S 10-22 f/3,5-4,5 USM на русском сайте Canon
- EF-S 10-22mm f/3.5-4.5 на европейском сайте Canon  (англ.)

### Обзоры
- photozone.de (нем.)
- SLRgear.com (англ.)